# Max-Planck-Institut für Herz- und Lungenforschung
Das Max-Planck-Institut für Herz- und Lungenforschung – W.G. Kerckhoff-Institut in Bad Nauheim ist ein Forschungsinstitut der Max-Planck-Gesellschaft. 1931–1972 hieß das Institut nach dem Stifter William G. Kerckhoff-Herzforschungsinstitut, nachdem es 1951 der Max-Planck-Gesellschaft beigetreten war, nannte es sich von 1972 bis 2004 Max-Planck-Institut für Physiologische und Klinische Forschung.
Das MPI für Herz- und Lungenforschung beschäftigt sich mit der Embryonalentwicklung des Herzens, der Lunge und des Gefäßsystems sowie mit Umbauprozessen dieser Organe vor allem im Rahmen von Erkrankungen. Methodische Schwerpunkte sind die Molekularbiologie, Gentherapie sowie die Stammzellforschung.

## Geschichte
Vorläufer des Instituts war ein durch die private William G. Kerckhoff-Stiftung 1931 gegründetes Institut zur Herzforschung unter der Leitung des Kardiologen Franz Grödel. Mit dem Tod Grödels wurde das Institut 1951 in die Max-Planck-Gesellschaft eingegliedert und 1972 in Max-Planck-Institut für Physiologische und Klinische Forschung umbenannt. Neben Physiologie und Kardiologie war aber anfangs unter Eberhard Dodt auch die Augenheilkunde einer der Schwerpunkte. Im Lauf der Jahrzehnte wurde aber durch Neuberufung die Konzentration auf die Kreislauf-  bzw. Gefäßforschung gestärkt.
Nach der Emeritierung von Eckart Simon und dem frühen Tod von Werner Risau 1998 war Wolfgang Schaper alleiniger Direktor am Institut. In Zusammenhang mit dessen bevorstehender Emeritierung zog die Max-Planck-Gesellschaft eine Schließung des Instituts in Erwägung. Man entschloss sich dann aber zu einer thematischen Neuausrichtung, die durch die Neuberufung von Thomas Braun und die Neugründung als Max-Planck-Institut für Herz- und Lungenforschung begonnen wurde. Mittlerweile ist mit der Berufung von Werner Seeger (2008), Stefan Offermanns (2009) und Didier Stainier (2012) der wissenschaftliche Ausbau des Instituts abgeschlossen.

## Forschungsabteilungen
- Abteilung I: Entwicklung und Umbau des Herzens (Thomas Braun)
- Abteilung II: Pharmakologie (Stefan Offermanns)
- Abteilung III: Genetik der Entwicklung (Didier Stainier)
- Abteilung IV: Entwicklung und Umbau der Lunge (Werner Seeger)

### Wissenschaftliche Nachwuchsgruppen
- Labor für Zellpolarität und Organogenese (Masanori Nakayama)
- Angiogenese & Metabolismus Labor (Michael Potente)

## International Max Planck Research School (IMPRS)
Das MPI für Herz- und Lungenforschung ist an der International Max Planck Research School for Heart and Lung Research beteiligt. Die IMPRS betreibt ein englischsprachiges Doktorandenprogramm. Die "Mission dieser IMPRS ist es, Grundlagenforscher mit patientenorientierten wissenschaftlichen Ansätzen vertraut zu machen". Weitere Partner der IMPRS sind die Justus-Liebig-Universität Gießen und die Johann Wolfgang Goethe-Universität in Frankfurt/Main. Sprecher der IMPRS ist der Biochemiker Thomas Braun. (Siehe Homepage der IMPRS unter Weblinks.)